# 1243
Cette page concerne l'année 1243  du calendrier julien. Pour l'année 1243 av. J.-C., voir 1243 av. J.-C.
L'année 1243 est une année commune qui commence un jeudi.

## Événements
- 25 avril : majorité de Conrad IV, fils de Frédéric II, roi de Jérusalem (fin en 1254)[1].
- 5 juin : assemblés à Tyr, les barons refusent de rendre hommage au maréchal Riccardo Filangieri, représentant de Conrad IV, fils de Frédéric II et confient la régence de Jérusalem à la reine douairière de Chypre, Alix, puis à son fils Henri Ier. Cette régence est aussi théorique que la royauté de Conrad et le pouvoir appartient de fait aux bailes de la famille des Ibelin (Balian, puis son frère Jean), qui dominent la Haute Cour et tiennent les principaux fiefs sur le continent et à Chypre[2].
- 12 juin : Tyr est reprise aux impériaux par les Ibelin, qui la donnent à l’un de leurs parents, Philippe de Montfort. Filangieri, le représentant de Frédéric II est expulsé de la ville[3]; les Ibelin possèdent encore les seigneuries de Beyrouth, Césarée, Arsuf et Jaffa. Le reste du territoire appartient aux ordres militaires, tandis qu’à Antioche et surtout à Acre, les autorités communales sont toute puissantes. L’État croisé n’existe plus, et les rivalités entre les différents établissements accroissent leur impuissance. L’aide des croisés occidentaux est indispensable à leur défense.
- 26 juin : victoire de Baïdju à Köse Dagh (Kensé Dagh ou Köse dağ, province d’Erzindjan)[4]. Les Mongols soumettent les seldjoukides de Rûm.
- Juillet : siège de Tyr[5]

- Début du règne de Jayavarman VIII, roi du Cambodge (jusqu'en 1295). Violentes réactions anti-bouddhistes au Cambodge[6].

### Europe
- Janvier : traité de Lorris[7]. Raymond VII de Toulouse fait acte de soumission à Louis IX de France, imité par le comte de Foix et le vicomte de Narbonne.
- 2 avril[8] : Jacques Ier le Conquérant conquiert le royaume de Murcie.
- 3 avril : Szczecin (Stettin en all.) obtient les franchises communales[9].
- 7 avril : trêve de cinq ans négociée par Blanche de Castille. À la suite de sa défaite en 1241, Henri III, roi d'Angleterre cède par traité l'île de Ré à la couronne de France, qui conserve la Guyenne jusqu'à la Gironde[10].
- 18 avril : Raymond VII de Toulouse en désaccord avec les Inquisiteurs qui l'ont excommunié, porte ses plaintes au concile de Béziers[11].
- Mai : début du siège de Montségur sur décision du concile de Béziers (fin le 16 mars 1244)[12].
- 25 mai[13] : bataille de Suchodot (pl). Conrad Ier de Mazovie est chassé de Cracovie par la petite noblesse. Boleslas V le Pudique devient le duc de Cracovie.
- 25 juin : début du pontificat d'Innocent IV (jusqu'en 1254)[14].
- 4 juillet : création des évêchés prussiens de Culm, de Pomésanie, d'Ermeland et de Sambie par le légat du pape Guillaume de Modène[15].
- 10 juillet[16] : brefs du pape Innocent IV demandant la poursuite de la répression de l'hérésie cathare. Les Dominicains sont définitivement chargés de l'Inquisition.

- Coalition de Gênes, Lucques et Florence contre Pise. Lucques est d'abord vaincue par Pise, qui est battue à son tour par les Florentins près du Serchio. Les Génois prennent le château d'Illice et Pise demande la paix. Elle perd Motron au profit de Lucques mais obtient la destruction de la forteresse de Corvara et la cession de Massa au marquis Bonifacio Malaspina[17]
- Le khan mongol Batu s'installe à Saray qui devient la capitale de la Horde d'or[18].
- Le prince de Vladimir Iaroslav reçoit de la Horde d'or l’investiture de grand-prince de Vladimir[19].
- Jean Bonaventure entre chez les franciscains[20].